# Сыздыков, Джолчи
Джолчи Сыздыков (13 апреля 1912, Аулиеатинский уезд, Сырдарьинская область — 6 апреля 1975, Джамбул) — составитель поездов станции Джамбул Казахской железной дороги (Джамбулская область), Герой Социалистического Труда (1959).

## Биография
Родился в 1912 году в ауле № 1 Аулиеатинского уезда Сыр-Дарьинской области Туркестанского края (в советское время — Джамбулский район Джамбулской области). Происходит из рода жаныс племени дулат
С юных лет работал в хозяйстве родителей. С 1932 года — стрелочник, сцепщик вагонов, с 1938 года — составитель поездов на железнодорожной станции Джамбул Казахской железной дороги.
Звено сцепщиков под его руководством проводило формирование и расформирование поездов за 15-18 минут при норме 25-30. Впервые на Джамбулском отделении дороги применил способ серийных толчков, который позволил вести непрерывную отцепку вагонов без привлечения маневрового паровоза. Выступил инициатором движения за скоростное составление поездов.
Указом Президиума Верховного Совета СССР от 1 августа 1959 года за выдающиеся успехи, достигнутые в деле развития железнодорожного транспорта, присвоено звание Героя Социалистического Труда с вручением ордена Ленина и золотой медали «Серп и Молот». Награждён орденом Трудового Красного Знамени (25.10.1952), медалями, в том числе «За трудовую доблесть» (18.10.1950), знаком «Почётный железнодорожник».
Начиная с 1957 года, избирался депутатом Джамбулского областного Совета депутатов трудящихся трёх созывов. Почётный гражданин Джамбула (1967).
С 1969 г. на пенсии.